# Santa María "Regina Pacis" en Monte Verde (título cardenalicio)
El título cardenalicio de Santa María "Regina Pacis" en Monte Verde (en latín S. Mariae Reginae Pacis in Monte Viridi) fue instituido en 1969 por el Papa Pablo VI.

## Titulares
- Joseph Parecattil (30 de abril de 1969 - 20 de febrero de 1987)
- Antony Padiyara (28 de junio de 1988 - 23 de marzo de 2000)
- Francisco Álvarez Martínez (21 de octubre de 2001 - 5 de enero de 2022)
- Oscar Cantoni (27 de agosto de 2022)